# 장정우
장정우(張廷宇, *Jang Jung‑woo*, 2004년 11월 9일~)는 대한민국의 축구 선수로, K리그 1의 FC 안양에서 미드필더로 활약하고 있다.

## 클럽 경력
장정우는 주문진초, 강원 FC U15, 안산그리너스 U18, 부천중동FC U18, 대구대학교를 거쳐

2025년 1월 17일 FC 안양에 입단하며 프로 무대에 데뷔하였다:contentReference[oaicite:1]{index=1}.  
구단 소개에 따르면, 그는 "뛰어난 패스 연계 플레이와 많은 활동량을 겸비한 만능 미드필더"로 평가받고 있다:contentReference[oaicite:2]{index=2}.

## 신상 정보
- **출생일**: 2004년 11월 9일 :contentReference[oaicite:3]{index=3}
- **키/체중**: 177 cm / 72 kg :contentReference[oaicite:4]{index=4}
- **포지션**: 중앙 미드필더 :contentReference[oaicite:5]{index=5}
- **등번호**: 23번 :contentReference[oaicite:6]{index=6}

## 선수 특징
- 패스 연결과 활발한 활동량을 바탕으로 몸싸움과 중원 전개 능력이 뛰어난 '만능형 미드필더'로 평가받는다:contentReference[oaicite:7]{index=7}.
- 창의적이고 적극적인 플레이로 팀의 에너지 레벨을 올리는 역할을 수행하며, 구단 및 언론에서 젊은 에너지 자원으로 주목받고 있다:contentReference[oaicite:8]{index=8}.

## 기록

### 입단 및 선수 통계
| 항목                     | 내용                                                              |
| ------------------------ | ----------------------------------------------------------------- |
| 입단일                   | 2025년 1월 17일 (무료 이적) :contentReference[oaicite:9]{index=9} |
| 2025 시즌 출전 (K리그 1) | (데이터 업데이트 필요)                                            |